# إسكندر أباد (أرومية)
إسكندر أباد هي قرية في مقاطعة أرومية، إيران. يقدر عدد سكانها بـ 54 نسمة بحسب إحصاء 2016.